# Le Mani (album)
Le Mani è l'omonimo album del gruppo musicale rock progressivo.

## Il disco
L'album, registrato durante il 1975 non venne pubblicato per l'improvvisa chiusura dell'etichetta Trident. Solo nel 2006 venne pubblicato per la prima volta in riedizione CD, di cui una straniera (Giappone): in questa edizione sono contenuti registrazioni inedite del gruppo. Nel disco si sente l'influenza britannica stile Emerson, Lake & Palmer, ma nonostante ciò si sente l'originalità dell'opera.

## Tracce
1. Tarantella
2. Il Palazzo
3. Canto
4. Mani
5. La Casa del Vento

## Formazione
- Claudio Fucci (voce)
- Dario Piana (tastiere)
- Roberto Bianconi (flauto, sax)
- Mario Orfei (basso)
- Maurizio Gazzi (batteria)